# Roca del Migdia (Gavà)
La Roca del Migdia és una muntanya de 167 metres que es troba al municipi de Gavà, a la comarca del Baix Llobregat.